# Біскупиці (Домбровський повіт)
Біскупиці (пол. Biskupice) — село в Польщі, у гміні Ґрембошув Домбровського повіту Малопольського воєводства.
Населення — 139 осіб (2011).
У 1975-1998 роках село належало до Тарновського воєводства.

## Демографія
Демографічна структура станом на 31 березня 2011 року:
|          | Загалом | Допрацездатний вік | Працездатний вік | Постпрацездатний вік |
| -------- | ------- | ------------------ | ---------------- | -------------------- |
| Чоловіки | 73      | 13                 | 51               | 9                    |
| Жінки    | 66      | 4                  | 43               | 19                   |
| Разом    | 139     | 17                 | 94               | 28                   |